# Saint-Étienne-de-Boulogne

Saint-Étienne-de-Boulogne este o comună în departamentul Ardèche din sud-estul Franței. În 1 ianuarie 2022 avea o populație de 404 de locuitori.